# 드레나 드니로
드리나 드니로(영어: Drena De Niro, 영어 발음: /ˈdriːnə/, 1971년 9월 3일 ~ )는 미국의 배우, 영화 제작자이다.

## 출연 작품

### 영화
- 뉴욕의 연인들 (2011)
- 핸즈 오브 스톤 (2016) - 어델 역